# Tedere Tronica
Tedere Tronica is het vierenzeventigste stripverhaal uit de reeks van Suske en Wiske. Het is geschreven door Willy Vandersteen en gepubliceerd in De Standaard en Het Nieuwsblad van 27 april 1968 tot en met 7 september 1968. 
De eerste albumuitgave in de Vierkleurenreeks was in november 1968, met nummer 86.

## Locaties
- België, huis van tante Sidonia, laboratorium van professor Barabas, huis van de buren van professor Barabas, hoofdkwartier Internationale Wiegewacht, verlaten lunapark, autoscooters, sprookjestunnel, spiegeldoolhof, draaimolen, raylway (achtbaan), woonwagens.

## Personages
- Suske, Wiske met Schanulleke, tante Sidonia, Lambik, Jerom, professor Barabas, Mussels, Nukkels, mevrouw Bonidas en haar man en baby (buren van professor Barabas), directeur Bipheron, secretaresse, chauffeur, dokter Vervalken, kleuters en lerares, buschauffeur.

## Uitvindingen
- de zend- en ontvangstschoenen, Tronica, Ordi Nator

## Het verhaal
Professor Barabas wordt ontvoerd door onbekenden in een wagen. Hij wordt bevrijd door Lambik en Jerom die een gezamenlijk agentschap ("Lambi-Jero") hebben opgericht. Professor Barabas werkt aan een geheime uitvinding en ze gaan naar tante Sidonia. Die vertelt dat ze gebeld is, er werd gedreigd  dat er iets met haar zou gebeuren als ze de plannen van professor Barabas niet ontfutselde. Er wordt een bom in de tuin gegooid. Jerom kan de auto van de boeven tegenhouden, maar ze ontsnappen met een helikopter. De vrienden gaan naar het laboratorium, maar er wordt ongemerkt een microfoontje op het dak van de auto bevestigd. De professor heeft een geheime deur achter een boekenkast verborgen en werkt in deze kamer aan zijn uitvinding. 
De buren van professor Barabas, de familie Bonidas, gaan een avondje weg. Ze krijgen twee babysitters, Mussels en Nukkels, die in werkelijkheid spioneren voor de geheime organisatie die het op Barabas' uitvinding heeft voorzien. Wiske, die de twee boeven doorheeft, wordt ’s nachts door hen ontvoerd en naar hun hoofdkwartier gebracht. De directeur is boos omdat de boeven de organisatie in gevaar brengen en Wiske krijgt een injectie waardoor ze zich niks herinnert. Jerom vindt Wiske ’s ochtends in de tuin. Mevrouw Bonidas brengt Schanulleke, ze heeft het popje in de kelder gevonden. Professor Barabas laadt zijn uitvinding in een vrachtauto en vertrekt met Lambik en Jerom. Tante Sidonia verkleedt zich en roept de hulp in van de Internationale Wiegewacht. Suske en Wiske liggen als baby in bed en weten zo Nukkels en Mussels om de tuin te leiden. Professor Barabas kan vertrekken, maar zijn vrachtauto wordt gevolgd door een zwarte wagen met de directeur en een chauffeur. Jerom ontdekt wie de achtervolger is en schakelt hun wagen uit. 
De vrienden komen bij een verlaten lunapark en professor Barabas zal hier verder werken aan zijn uitvinding. Suske, Wiske en tante Sidonia betrekken een woonwagen. Professor Barabas wil nog steeds aan niemand vertellen aan wat voor uitvinding hij werkt. Op een dag komt Barabas dolblij uit zijn wagen gerend; zijn uitvinding is gelukt. Hij speelt om te ontspannen met de autoscooters, maar komt tegen het elektriciteitsnet en raakt enige tijd in coma. De vrienden ontmoeten zijn uitvinding: Tronica, een computer met het uiterlijk van een knappe jongedame. Lambik en Jerom vechten om de aandacht van Tronica.
De vrienden horen inmiddels dat een bus met kleuters is verdwenen. Professor Barabas, die inmiddels een beetje is bijgekomen, probeert met het elektronisch brein de bus uit Nederzele op te sporen. Tronica kan bepalen waar de bus is en Lambik en Jerom redden de kinderen en de onderwijzeres uit de bus die boven een ravijn bungelt. Jerom brengt de buschauffeur naar het ziekenhuis en de onderwijzeres waarschuwt de schooldirectie. De groep zal overnachten in het lunapark en Lambik en Jerom verbergen al hun spullen in een afgesloten gedeelte van het park. De schooldirectie heeft de Internationale Wiegewacht ingeschakeld en Mussels en Nukkels komen ook bij het lunapark aan. De boeven zien Lambik en Tronica ’s nachts in het lunapark maar kunnen hen niet te pakken krijgen, Lambik vertelt wat er is gebeurd en houdt met Jerom de wacht bij de wagen. Suske en Wiske kunnen de boeven afslaan in het spiegeldoolhof en er breekt brand uit in de tent van de kleuters. Jerom redt de kinderen en krijgt een kus van Tronica, maar Tronica wordt dan meegenomen door Mussels en Nukkels terwijl Jerom in de zevende hemel is. Lambik kan één boef verslaan, maar Tronica wordt in een draaimolen getrokken. Jerom kan haar andere belager verslaan. Lambik en Jerom vragen Tronica wie zij nu kiest als redder, ze zegt dat ze Suske kiest die haar helpt met opstaan. Lambik en Jerom gaan door met het versieren van Tronica, maar hebben niet door dat ze met de jaloerse tante Sidonia die zich als Tronica heeft vermomd te maken hebben. Tante Sidonia leert Lambik een lesje, maar de boeven kunnen dan ontkomen met Tronica en beschieten Jerom, die bedwelmd wordt door het gas uit de granaat. Lambik probeert Tronica uit de achtbaan te bevrijden. Dit mislukt, maar hij voorkomt wel dat het wagentje met Tronica en de twee boeven naar beneden stort. Jerom ontwaakt en schiet ook te hulp, het lukt hem wel Tronica te bevrijden. Uiteindelijk is het tante Sidonia die de vallende Tronica redt. Nukkels en Mussels worden gearresteerd en ook de bende waar ze bij horen wordt snel daarna opgerold.
Jerom en Lambik vragen Tronica opnieuw om voor een van hen te kiezen. Tronica kiest echter voor haar mannelijke tegenhanger Ordi Nator, die net door professor Barabas in elkaar is gezet.

## Achtergronden
- Nukkels en Mussels doen nogal denken aan Snoeffel en Gaffel. In tegenstelling tot laatstgenoemden zijn Nukkels en Mussels maar in een ander S&W-verhaal (Team Krimson) teruggekomen. Hun namen zijn toespelingen op de Engelse woorden knuckles en muscles, die knuisten en spieren betekenen.
- De naam Ordi Nator is een toespeling op het Franse woord ordinateur, wat onder meer computer betekent.